# Morgarteni csata
A morgarteni csata 1315. november 15-én az alpokbeli Morgarten-hágóban I. Lipót osztrák herceg serege és az Uri, Schwyz és Unterwalden kantonok által még 1291-ben létrehozott Svájci Konföderáció harcosai között, az osztrák sereg megsemmisítésével zajlott le.
A győzelem óriási tekintélyt szerzett a svájciaknak Európában, s a diadal kivívásában nagy érdemet szerző Schwyz kanton után lett az államszövetség neve Svájc (Schweiz). A svájciakat idővel sok helyen szívesen fogadták zsoldjukba az uralkodók (pl. a Svájci Gárda).

## Svájc kialakulása
Az Alpok ölelte térséget, a Rajna és a Rhône forrásvidékét az ókorban a rómaiak hódították meg, s Raetia illetve Gallia provinciák osztoztak területén. A Római Birodalom szétesését követően a keleti gótok és a burgundok uralkodtak az országban, végül a Keleti Frank Birodalom helyén létrejött Német-római Birodalom része lett.
Társadalmilag a térség nagyon elmaradott volt, nehezen lehetett bejutni a területére a magas hegyek és átjárhatatlan hágók, s szurdokok miatt, így nem épült ki feudális jellegű berendezkedés. Az itteni alemann parasztok szabadok maradtak, saját nyelvük és kultúrájuk alakult ki és a szabadság évszázados érzése generációkon át megmaradt, amelyhez konokul ragaszkodtak. A német császárok nem is fordítottak különösebb jelentőséget a birodalom akkor még értéktelennek számító e zuga iránt. A 13. század kezdetén a svájci parasztok utat vágtak a Szent Gotthárd-hágón, s ez lett a terület fejlődésének alapja. Németország és Lombardia között itt haladt át a fontos kereskedelmi útvonal. Az emberek ekkor már szabad paraszti közösségeket, ún. kantonokat hoztak létre, önálló úton jártak és nem voltak ritkák köztük a fegyveres konfliktusok sem.
A svájci parasztok fiainak egy része, akiknek munkájára nem volt otthon szükség, gyakran állt katonának más országokban is. A katonáskodás szokása nemzetségről nemzetségre szállt, s idővel remek harcosokká edződtek. Sajátos harcmodort alakítottak ki, melyet az ösztönszerű védekezési módok irányítottak. Legfőképp gyalogosokból álltak a svájci csapatok abban a korban, amikor Európa nagy részén hagyományosan lovassági egységeket állítottak fel a hadseregek, amiket csakis rohamozásra képeztek ki.
II. Frigyes német-római császár kiváltságokat adott a kantonoknak, ami biztosította személyi szabadságukat. A 13. század végén ellenben egyre erősödött az ausztriai Habsburgok nyomása az országra, akiknek családi birtokaik itt feküdtek (többek közt itt volt névadó váruk, a Habsburg, azaz a Héjavár). A parasztokat saját jobbágyaikként kezelték, és nem tartották tiszteletben jogaikat. De a kantonok nem voltak hajlandók a Habsburgokat uraikként elismerni, valamint mélyen sértette őket, hogy családi birtokukként kezelik földjeiket, akiknek már csak a gazdasági szempontból fontos és nagyon jól jövedelmező a lombard-német kereskedelmi út ellenőrzése végett is érdekük fűződött a területhez.

## A rütli eskü
A Habsburgok elnyomása miatt három erdei kanton, Uri, Schwyz és Unterwalden tanácskozásra gyűlt egybe az Urn-tó mellett 1291. augusztus 1-jén, a hagyomány szerint a Rütli-mezőn. Hogy valóság-e vagy sem, nehezen megállapítható, az mindenesetre igaz, hogy a kantonok vezetői szövetségre léptek a Habsburgok ellen, függetlenségük kivívására.
Ugyanúgy egy ismeretlen jóval a svájci szabadságharc kitörése után megírta Tell Vilmos történetét, amely arról az íjászról szól, aki megölte a zsarnok Geszler Hermann Habsburg helytartót, s ezzel vette kezdetét a szabadságért folytatott háború. Tell története ellenben egy hőscsináló legenda mindössze, mely a szabadságharcosok lelkesítésére szolgált.

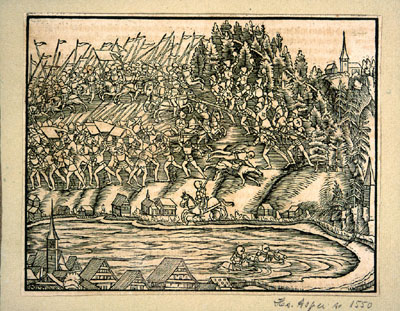
A csata képe egy 1548-as svájci krónikából

Bár maga az 1291-es szövetség merész szembeszállás volt a Habsburgokkal, amely a felkelés kezdetét jelentette, de ezt az osztrákok nem vették komolyan, egyrészt azért, mert a megmozdulásnak csak néhány jele mutatkozott apróbb csatározások, vagy a várak elleni alkalmi rajtaütések formájában.
1314 januárjában Schwyz vitézei betörtek az einsiedelni apátság birtokára, melyet Habsburg katonák védtek, és kifosztották. A kantonok ráadásul nyíltan támogatták a velük rokonszenvező IV. Bajor Lajost, aki III. (Szép) Frigyes osztrák herceg és német király ellenlábasa volt a német császári trón megszerzésében. Frigyes ekkor már cselekvésre szánta el magát, s remélte, hogy a kantonok felett aratott győzelme esetén megerősítheti magát Lajossal szemben.

## A két sereg
Lipótnak, Frigyes öccsének vezetésével egy 2000 lovasból és 7000 gyalogosból álló osztrák sereg indult el, hogy helyreállítsa a Habsburgok uralmát a felkelő kantonok felett. A hadsereg a hagyományos lovagi harcmodort követte, ennek azonban megfelelő sík terület kellett a frontális, elsöprő rohamhoz. A svájci labilis terep- és olykor rossz látási viszonyok nagy akadályt jelentettek a nehézlovas sereg számára.
Johann Winterthur le is írja 14. században keletkezett krónikájában, hogy a nehéz terepen még a gyalogosok is „alig voltak képesek lépni vagy megállni.” A lovagok, akiket a zsákmányszerzés vágya fűtött, elöl haladtak.
A svájciak erői mozgékony gyalogságból álltak, fő fegyverük a hosszú lándzsa és az alabárd voltak, amelyek sokáig fontos, nélkülözhetetlen fegyverek voltak a lovassági rohamok feltartására, illetve az ellenük való közelharcra. Sőt, az alabárd (ugyancsak Winterthur írása szerint) ollós alakja révén jóféle páncélmetsző szerszámnak számított.
A svájciak felkészültek voltak, alaposan felmérték a terepviszonyokat, és kihasználták a terület számukra jó adottságait. A harcban mindig fegyelmet tanúsítottak, szemben a lovagokkal. Hogy megkönnyítsék a közlekedést, csizmájukra vasakat szereltek, ezzel könnyen jártak a sziklás utakon.

## A csata

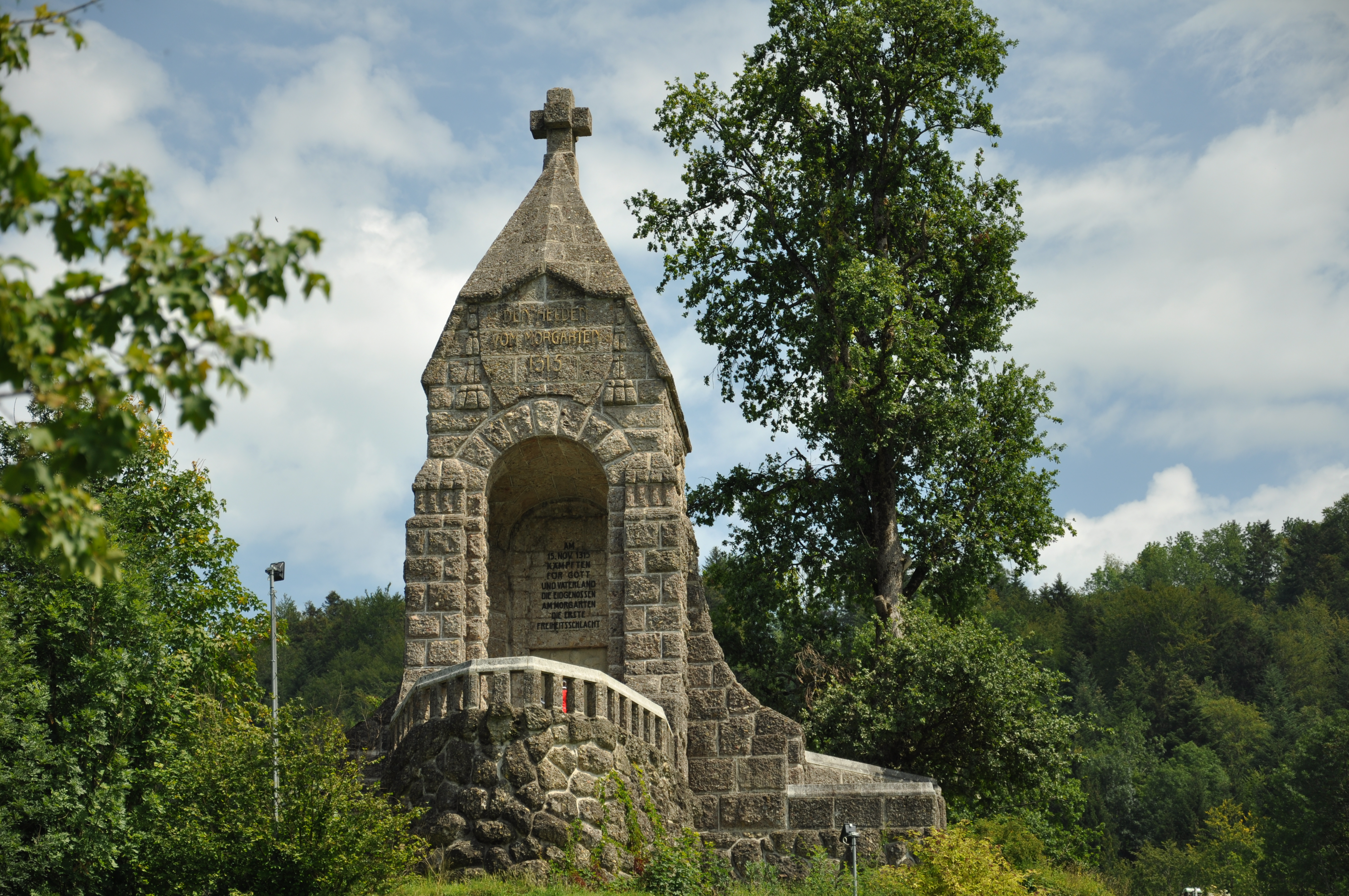
A csata emlékműve

Az osztrák sereg 1315. november 15-én vonult a Morgarteni-hágóban, teljesen gyanútlanul. Egyáltalán nem számítottak itt támadásra, úgy vélték, hogy a svájciak majd a falvakban és erdőkben fejtenek ki ellenállást. Ám a fölöttük levő sziklaszirteken rejtőzködtek a svájci felkelők. Schwyz gyalogos erői Werner Stauffacher vezetése alatt álltak, a két szövetséges szintén gyalogos harcosaival kiegészülve. Az összesen 1500 emberből álló sereg alabárdokkal, lándzsákkal és kardokkal volt felfegyverezve, de előre kidolgozott és alapos stratégiával rendelkezett.
A magabiztosan masírozó osztrák sereg előtt a szoros egyre szűkült és libasorban kellett vonulniuk. Ekkor már nagyon sebezhetőek voltak, s a svájciak hatalmas sziklákat gurítottak rájuk. A sziklalavina a lovagok és gyalogosok java részét összezúzta, a maradék nehézfegyverzetében összetorlódott, megzavarodott, s a szokatlan terepen a lovasság képtelen volt még hatékony védekezésre is.
Uri, Schwyz és Unterwalden emberei ekkor minden oldalról rohamozni kezdtek. Az osztrákokat lekaszabolták, foglyokat nem ejtettek. Winterthur szavai szerint úgy ölték őket, „mint a vágóhídra vezetett nyájat.” Sok osztrák az Argeriseebe fulladt bele, mely a hágó mellett volt, mert azon keresztül úszva akartak elmenekülni. A svájciak vesztesége állítólag mindössze 15 ember volt.

## A győzelem jelentősége
A svájci diadal híre bejárta Európát és a kantonokat is önbizalommal töltötte el, amelyek sorra csatlakoztak a Szövetséghez. A függetlenség teljes kivívásához még hosszú idő kellett, s az osztrákokkal 1394-ig további három háborút vívtak. Az elavult harcmodorú lovagi seregekre azonban a svájci parasztokból verődött gyalogosok több súlyos vereséget mértek.
1353-ra 8 tartomány és három város (Luzern, Zürich, Bern) szövetségéből jött létre a Svájci Konföderáció.